# Jackie Lomax
Jackie Lomax, född 10 maj 1944 i Wallasey, England, död 15 september 2013 i Wirral Peninsula, England, var en engelsk sångare, låtskrivare och gitarrist. Lomax spelade och sjöng under 1960-talet i rockgruppen The Undertakers från Liverpool, som fick en listnotering i Storbritannien 1964 med låten "Just a Little Bit". Lomax blev dock mest känd som en av artisterna The Beatles valde att ge kontrakt på sitt skivbolag Apple Records. George Harrison producerade Lomax debutskiva Is This What You Want? och bidrog även med låten "Sour Milk Sea". På skivan medverkade även Ringo Starr, Eric Clapton, Nicky Hopkins och Klaus Voormann. Albumet fick mycket uppmärksamhet och bra kritik, men sålde inte så bra och efter några singelsläpp lämnade han Apple. Lomax kom sedan att spela in några album för bolagen Warner Bros. Records och Capitol Records.

## Diskografi
- Is This What You Want? (1969)
- Home Is in My Head (1971)
- Three (1972)
- Livin' for Lovin'  (1976)
- Did You Ever Have That Feeling? (1977)
- The Ballad of Liverpool Slim (2004)

### Fotnoter
1. 1 2  Internet Movie Database, IMDb-ID: nm1313145co0047972, läst: 12 augusti 2015.[källa från Wikidata]
2. ↑  Find a Grave, Find A Grave-ID: 117177920, läs online, läst: 9 oktober 2017.[källa från Wikidata]
3. ↑  Discogs, Discogs artist-ID: 798518, läst: 9 oktober 2017.[källa från Wikidata]
4. ↑  Jackie Lomax, Beatles and Eric Clapton Collaborator, 1944-2013 (på engelska), läs online.[källa från Wikidata]
5. ↑  ”UNDERTAKERS | full Official Chart History | Official Charts Company”. www.officialcharts.com. https://www.officialcharts.com/artist/11083/undertakers/. Läst 18 november 2019.